# Literatura Foiro
La Literatura Foiro est un magazine culturel en espéranto. Il est l'un des plus populaires de l'histoire de la littérature de la langue. Le magazine traite des belles-lettres, mais aussi de la musique, du théâtre, du cinéma, de la sociologie, de la linguistique ainsi que de la politique culturelle.

## Contenu
Le magazine présente les rubriques habituelles, à savoir :
- "Memore pri" - Hommages aux écrivains récemment décédés
- "En vitrino" - Critiques de livres sélectionnés

Outre ces rubriques, il y a aussi des informations sur le cinéma, le théâtre, la philosophie, la science-fiction, l’espérantologie (eo), la lexicographie, la littérature du monde entier, etc.

## Histoire
La Literatura Foiro est fondée en juin 1970 par des membres du cercle littéraire La Patrolo à Milan. Son nom est la traduction de celui du magazine italien La fiera letteraria. Depuis, il parait régulièrement tous les deux mois, à l’exception de l’année 1987 durant laquelle il parut mensuellement.
Literatura Foiro est le magazine culturel le plus influent en espéranto. C'est aussi celui au cours le plus long, puisqu'aucun autre magazine littéraire ou culturel dans cette langue n'a dépassé quarante collections.
Les principaux rédacteurs en chef de Literatura Foiro sont :
- 2019- : Perla Martinelli
- 2015-2018 : Zlatoje Martinov
- 2014 : Carlo Minnaja
- 1996-2013 : Lyoubomir Trifontchovski[2]
- 1980-1995 : Perla Martinelli[2]
- 1970-1980 : Giorgio Silfer[2]

Depuis mai 1980 le magazine appartient à la maison d'édition LF-koop (eo), fondée la même année, et comme organe du Centre PEN Espéranto depuis 1991. Dans le même temps, il est devenu le centre de l'opinion "Raŭmismo" qui a conduit au Pacte pour la Cité espérantienne (eo).